# Groton (Dacota do Sul)
Groton é uma cidade localizada no estado norte-americano de Dakota do Sul, no Condado de Brown.

## Demografia
Segundo o censo norte-americano de 2000, a sua população era de 1356 habitantes.
Em 2006, foi estimada uma população de 1368, um aumento de 12 (0.9%).

## Geografia
De acordo com o United States Census Bureau possui uma área de
4,4 km², dos quais 4,4 km² cobertos por terra e 0,0 km² cobertos por água. Groton localiza-se a aproximadamente 397 m acima do nível do mar.

## Localidades na vizinhança
O diagrama seguinte representa as localidades num raio de 24 km ao redor de Groton.